# Маунтин Хоум
Маунтин Хоум (на английски: Mountain Home) е град в окръг Елмор, щата Айдахо, САЩ. Маунтин Хоум е с население от 11 143 жители (2000) и обща площ от 13,4 km². Намира се на 959 m надморска височина. ЗИП кодът му е 83647, а телефонният му код е 208.